# Gernot Ymsén
Gernot Ymsén (* 18. August 1983 als Gernot Kerschbaumer in Vorau, Steiermark) ist ein österreichischer Orientierungsläufer.
Er gewann 2008 die Bronzemedaille auf der Mitteldistanz bei den Studenten-Weltmeisterschaften. 2011 in Rio de Janeiro wurde er Militär-Weltmeister auf der Langdistanz und Vizeweltmeister auf der Kurzdistanz.
Bei Orientierungslauf-Weltmeisterschaften erreichte er 2005 einen neunten Platz auf der Mitteldistanz und einen neunten Platz 2008 im Sprint. Im Orientierungslauf-Weltcup wurde er 2011 Gesamtelfter. Bei den World Games 2013 in Kolumbien wurde er mit Anna Nilsson Simkovics, Robert Merl und Ursula Kadan Dritter im Mixed-Staffelrennen. 2014 wurde er bei den Weltmeisterschaften in Norditalien Achter im Langdistanzrennen. In der Staffel mit Helmut Gremmel und Robert Merl wurde er ebenfalls Achter.
Er gewann die österreichische Meisterschaft im Sprint (2006, 2008, 2009, 2010), auf der Mitteldistanz (2008, 2009, 2010, 2011, 2012), auf der Langdistanz (2007, 2008, 2009, 2011, 2012), mit der Staffel (2007, 2008, 2009, 2011), im Team (2009, 2010, 2011) und in der Nacht (2009, 2010, 2011). Im Ski-Orientierungslauf wurde er 2008 Meister mit der Staffel.
Ymsén läuft für die Vereine HSV Pinkafeld und OK Pan Kristianstad in Schweden. Zwischen 2007 und 2010 lief er international für den finnischen Traditionsverein Helsingin Suunnistajat.
Ymsén ist Sportler des Heeressportzentrums des Österreichischen Bundesheers und trägt des Dienstgrad Zugsführer.

## Platzierungen
| Weltmeisterschaften  | Sprint | Mittel | Lang | Staffel | Mixed |
| -------------------- | ------ | ------ | ---- | ------- | ----- |
| 2004 Västerås        |        |        | n.q. | 15.     |       |
| 2005 Aichi           | 17.    | 9.     |      | 16.     |       |
| 2006 Aarhus          |        | n.q.   |      | 16.     |       |
| 2007 Kiew            | 17.    | 19.    |      | 16.     |       |
| 2008 Olomouc         | 9.     | 11.    |      | 11.     |       |
| 2009 Miskolc         | 23.    | 17.    |      | 13.     |       |
| 2010 Trondheim       | 22.    |        | n.q. | 19.     |       |
| 2011 Savoie          |        | 17.    | 17.  | 14.     |       |
| 2012 Lausanne        | 12.    | 20.    | 15.  |         |       |
| 2013 Vuokatti        | 23.    | 15.    |      | 10.     |       |
| 2014 Veneto/Trentino |        | 20.    | 8.   | 8.      | 11.   |

| Europameisterschaften | Sprint | Mittel | Lang | Staffel |
| --------------------- | ------ | ------ | ---- | ------- |
| 2004 Roskilde         | 37.    |        |      |         |
| 2006 Otepää           |        | n.q.   | 38.  | 13.     |
| 2008 Ventspils        | 21.    | n.q.   | 41.  | 10.     |
| 2010 Primorsko        |        | 47.    | 31.  |         |
| 2012 Falun            | 22.    | 26.    | 14.  | 11.     |
| 2014 Palmela          |        | 18.    | 21.  | 13.     |

| World Games | Sprint | Mittel | Mixed |
| ----------- | ------ | ------ | ----- |
| 2013 Cali   | 16.    | 11.    | 3.    |

| Gesamt-Weltcup | Gesamt-Weltcup |
| -------------- | -------------- |
| 2004           | 90.            |
| 2005           | 45.            |
| 2006           | 57.            |
| 2007           | 41.            |
| 2008           | 32.            |
| 2009           | 50.            |
| 2010           | 56.            |
| 2011           | 11.            |
| 2012           | 17.            |
| 2013           | 18.            |

| Junioren-WM   | Sprint | Mittel | Lang | Staffel |
| ------------- | ------ | ------ | ---- | ------- |
| 2001 Miskolc  |        | 21.    | 13.  |         |
| 2002 Alicante |        | 50.    | 38.  | 9.      |
| 2003 Põlva    |        | 44.    | 41.  | 10.     |

## Belege
1. ↑  Bundesheer-Leistungssportler/-innen. (PDF) In: Webseite Bundesheer. Österreichisches Bundesheer, 1. Dezember 2020, S. 3, archiviert vom Original (nicht mehr online verfügbar) am 24. August 2021; abgerufen am 1. März 2021.  Info: Der Archivlink wurde automatisch eingesetzt und noch nicht geprüft. Bitte prüfe Original- und Archivlink gemäß Anleitung und entferne dann diesen Hinweis.

| Personendaten    | Personendaten                        |
| ---------------- | ------------------------------------ |
| NAME             | Ymsén, Gernot                        |
| ALTERNATIVNAMEN  | Kerschbaumer, Gernot (Geburtsname)   |
| KURZBESCHREIBUNG | österreichischer Orientierungsläufer |
| GEBURTSDATUM     | 18. August 1983                      |
| GEBURTSORT       | Vorau, Steiermark                    |